# 小行星1042
小行星1042（1042 Amazone）是一颗绕太阳运转的小行星，为主小行星带小行星。该小行星于1925年4月22日发现。
該小行星以南美洲的亞馬遜河命名。

## 轨道参数
小行星1042的轨道半长轴为3.2344985 UA，离心率为0.094。